# Напад НОВЈ на Травник октобра 1944.
У складу са директивом Врховног штаба за преношења тежишта дејстава према долини реке Босне, Пети корпус НОВЈ у октобру организовао је операцију заузимања Травника и утврђења у долини реке Лашве. Борбе за сам град трајале су од 20. до 22. октобра 1944, и завршене су уништењем усташко-домобранског гарнизона. У борбама за град усташко-домобранске снаге претрпеле су губитке од око 900 мртвих, а 712 је заробљено. Јединице НОВЈ имале су губитке од 94 мртва и преко 200 рањених. Између осталих, погинула су и три народна хероја: Јосип Мажар-Шоша, Петар Мећава и Лазар Марин.
Истовремено са Травником, нападнута су и заузета упоришта у долини Лашве: село Долац, железничка станица Била, село Хан-Била и мост код села Дивјака, као и упоришта на линији Зеница - Високо. Након заузимања Травника, операција НОВЈ настављена је нападом на Бусовачу и наступањем према комуникацијама у долини реке Босне. Осовинске снага под командом штаба 5. СС корпуса су за време и након борби за Травник интервенисале противнападима из Зенице. Услед виталног значаја ових комуникација, борбе за Травник и околину настављене су знатним снагама и са променљивом ратном срећом током наредних месеци, све до Сарајевске операције почетком априла 1945.

## Ситуација и планови супротстављених страна

### Ситуација немачких снага
После неуспеха претходнице Групе армија Е да се пробије од Куманова преко Врања на север, и губитка целе долине Јужне и Велике Мораве у првој половини октобра 1944, Сарајево се наметнуло као једини реалан циљ према којем се Групе армија Е могла пробијати. Комуникације Вишеград - Сарајево и Сарајево - Босански Брод добиле су витални значај за Немце. 10. октобра 1944. године, команда Југоистока је обратила пажњу командама Групе армија Е и Друге оклопне армије да морају имати у виду да пут и железничка пруга Босански Брод - Сарајево - Рогатица односно Вишеград - Ужице „могу играти пресудну улогу за снабдевање Групе армија Србија и Групе армија Е". Међутим, 5. СС корпус, задужен за одбрану области, морао је да издвоји 7. СС и 118. ловачку дивизију за борбе у Србији. Остатак корпуса (13. СС дивизија, 369. легионарска, обалске и корпусне трупе, као и потчињене снаге НДХ) пролазио је кроз кризу. 17. септембра НОВЈ је ослободила Тузлу, ојачана 369. дивизија изгубила је 5. октобра Требиње, и претрпела даље тешке поразе на Пељешцу и код Стона. Девета далматинска дивизија 10. октобра ослободила је Ливно. У другој половини октобра Трећи корпус НОВЈ испољио је притисак на комуникацију Сарајево - Вишеград, а Пети корпус на комуникацију Сарајево - Брод. Услед тога је након одласка главнине 750. пука обустављено даље пребацивање 118. дивизије. И поред тога, 5. СС корпус је био принуђен да одустане од амбициозних противнапада за поновно освајање Тузле, Требиња и Ливна, и концентрише снаге за борбу у обалској зони и на комуникацији Вишеград - Сарајево - Брод.

## Ток борби
У борбама за Травник погинули су заповедник гарнизона Травник пуковник Едуард Бунић Бона, потпуковник Јосип Клобучарић и Иван Дујмовић (полицијски сатник), док је потпуковник Мухамед Сулејманпашић заробљен.